# Panthera onca centralis
El Jaguar de la costa, o Jaguar colombiano (Panthera onca centralis) es una subespecie del jaguar (Panthera onca).

## Distribución geográfica
Se encuentra desde Honduras hasta Colombia, incluyendo Nicaragua, Costa Rica y Panamá. Fue exterminado en El Salvador.